# Prix de la bande dessinée alternative
Le prix de la bande dessinée alternative est remis chaque année au Festival international de la bande dessinée d'Angoulême à un fanzine de bande dessinée. Il s'est appelé Alfred fanzine de 1981 à 1988, Alph-Art fanzine de 1989 à 2004.

## Liste des lauréats
| Année | Fanzine récompensé (Éditeur)                            | Ville                 | Pays       |
| ----- | ------------------------------------------------------- | --------------------- | ---------- |
| 1981  | Plein la gueule pour pas un rond                        | Montrouge             | France     |
| 1982  | Instant pathétique                                      | Angoulême             | France     |
| 1982  | Plein la gueule pour pas un rond                        | Montrouge             | France     |
| 1983  | Dommage                                                 | Confolens             | France     |
| 1984  | Lard Frit                                               | Tours                 | France     |
| 1985  | Pizza                                                   | Nantes                | France     |
| 1986  | Sapristi                                                | Dieppe - Tours        | France     |
| 1987  | Champagne                                               | Genève                | Suisse     |
| 1988  | Sortez la Chienne                                       | Paris                 | France     |
| 1989  | Café noir                                               | Paris                 | France     |
| 1990  | Le Lézard                                               | Paris                 | France     |
| 1991  | Réciproquement                                          | Paris                 | France     |
| 1992  | Hop!                                                    | Aurillac              | France     |
| 1993  | Jade (6 pieds sous terre)                               | Toulouse              | France     |
| 1994  | Le Goinfre                                              | Paris                 | France     |
| 1995  | Rêve-en-Bulles                                          |                       | Belgique   |
| 1996  | La Monstrueuse (Chacal Puant)                           | Conflans-Ste-Honorine | France     |
| 1997  | Tao                                                     | Caen                  | France     |
| 1998  | Drozophile                                              | Genève                | Suisse     |
| 1999  | Panel                                                   |                       | Allemagne  |
| 2000  | Faille Temporelle                                       |                       | France     |
| 2001  | Stripburger                                             |                       | Slovénie   |
| 2002  | Le Phaco (Groinge)                                      | Nice                  | France     |
| 2003  | Rhinocéros contre éléphant (Tanibis)                    | Lyon                  | France     |
| 2004  | Sturgeon White Moss de Sylvia Farago (White Moss Press) |                       | Angleterre |
| 2005  | Glömp et Laikku                                         |                       | Finlande   |
| 2006  | Mycose (Mycose Comics Factory)                          | Liège                 | Belgique   |
| 2007  | Canicola                                                | Bologne               | Italie     |
| 2008  | Turkey Comix (The Hoochie Coochie)                      | Paris                 | France     |
| 2009  | DMPP (The Hoochie Coochie)                              | Paris                 | France     |
| 2010  | Special Comics                                          | Nankin                | Chine      |
| 2011  | L’Arbitraire                                            | Lyon                  | France     |
| 2012  | Kuš!                                                    | Riga                  | Lettonie   |
| 2013  | Dopututto Max (Misma)                                   | Le Fauga              | France     |
| 2014  | Un fanzine carré (Hécatombe)                            | Genève                | Suisse     |
| 2015  | Dérive urbaine (Une autre image)                        | Saint-Ouen            | France     |
| 2016  | Laurence 666 (Mauvaise Foi éditions)                    | Lyon                  | France     |
| 2017  | Biscoto                                                 | Strasbourg            | France     |
| 2018  | Bien, Monsieur                                          | Paris                 | France     |
| 2019  | Experimentation (Samandal)                              | Beyrouth              | Liban      |
| 2020  | Komikaze #18                                            |                       | Croatie    |
| 2021  | KUTIKUTI, The Thick book of KUTI                        |                       | Finlande   |
| 2022  | Bento (Radio as paper)                                  | Toulouse              | France     |
| 2023  | Forn de Calç (Extincio Edicions)                        | Barcelone             | Espagne    |
| 2024  | Ik Ben Aline                                            |                       | Pays-Bas   |
| 2025  | Hairspray magazine                                      | Berlin                | Allemagne  |
| 2025  | Fanatic female frustration                              |                       | France     |

## Jury
Durant de nombreuses années (au moins à partir de 2007 et jusqu'en 2018) jury est composé de dix membres, personnalités qualifiées visant à représenter la diversité du milieu :
- Philippe Morin, président du jury, responsable de l'espace fanzine du festival, cofondateur et actuel directeur de P.L.G., premier fanzine récompensé par le festival.
- Pierre-Marie Jamet, cofondateur de P.L.G., créateur des éditions P.M.J., galeriste BD (Galerie Oblique).
- Willem, auteur de bande dessinée (Grand prix de la ville d'Angoulême 2013), dessinateur de presse, critique d'art pour Charlie Mensuel puis Libération.
- Yves Frémion, écrivain, critique de bande dessinée et homme politique.
- Sylvain Insergueix, libraire (Librairie Impressions), cofondateur des éditions Artefact.
- Jean-Christophe Menu, auteur, éditeur et critique de bande dessinée, cofondateur de L'Association puis de L'Apocalypse.
- Big Ben, auteur, critique et éditeur de bande dessinée, cofondateur des éditions Groinge et du fanzine Le Phacochère (prix du fanzine 2002)
- Un représentant du fanzine ayant remporté le prix l'année précédente.
- Un représentant du FIBD.
- Un représentant de la fanzinothèque de Poitiers.

À partir de 2019 le jury est composé de 7 personnes avec but de rendre le jury paritaire, sachant que le lauréat du prix de l'année précédente fait partie du jury et ne peut avoir de genre prévisible à l'avance. Il est désormais composé de : 
- Philippe Morin, président du jury, responsable de l'espace fanzine du festival, cofondateur et actuel directeur de P.L.G., premier fanzine récompensé par le festival.
- Jean-Christophe Menu, auteur, éditeur et critique de bande dessinée, cofondateur de L'Association puis de L'Apocalypse.
- Johanna Schipper, autrice de bande dessinée.
- Julie Staebler, éditrice et cofondatrice de la revue Biscoto (lauréate du prix de la bande dessinée alternative en 2017).
- Un représentant du fanzine ayant remporté le prix l'année précédente.
- Un représentant du FIBD.
- Un représentant de la fanzinothèque de Poitiers.